# Anna Whitlock
Denna artikel handlar om skolpionjären och kvinnosakskämpen. För gymnasieskolan, se Anna Whitlocks gymnasium.

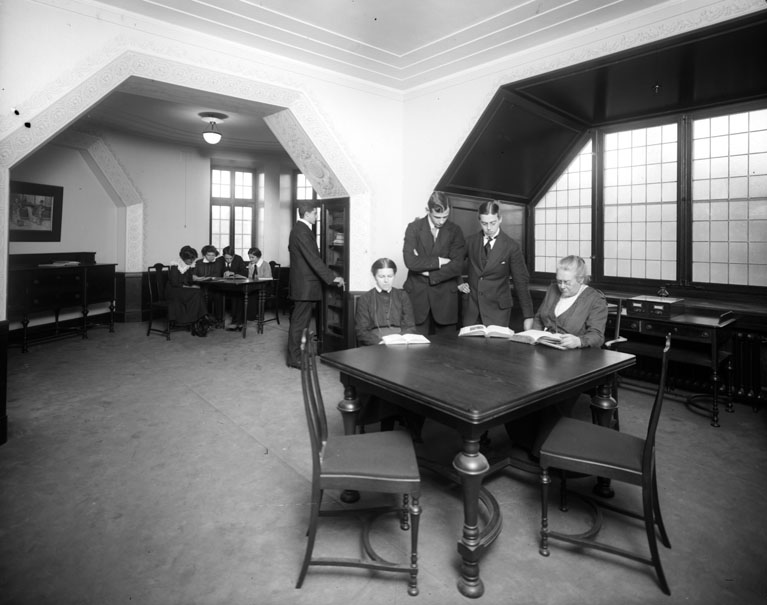
Interiör från Whitlockska skolan, till höger vid bordet sitter Anna Whitlock.

Anna Whitlock, född 13 juni 1852 i Stockholms finska församling, Stockholms stad, död 16 juni 1930 i Danderyds församling, Stockholms stad, var en svensk skolpionjär och kvinnosakskämpe. Hon var dotter till grosshandlaren Gustaf Whitlock och feministen Sophie Whitlock. En syster till henne var lärarinnan och kvinnosakspionjären Ellen Whitlock. Anna Whitlock var ordförande i Landsföreningen för kvinnans politiska rösträtt (LKPR) från dess tillkomst 1903 till 1907, och ännu en gång mellan 1911 och 1912.

## Biografi

### Pedagogen
Whitlock examinerades från Högre lärarinneseminariet i Stockholm 1875 och studerade därefter utomlands. Hon var även en tid Aftonbladets korrespondent i Paris. Hon grundade 1878 en flickskola i Stockholm i samarbete med Ellen Key. Där tillämpades ny pedagogik med självstyrande elevråd, föräldradagar, koncentrationsläsning, fria ämnesval och omväxling mellan praktiskt och teoretiskt arbete. Skolan hade 1893–1905 namnet Stockholms nya samskola och bytte därefter namn till Whitlockska samskolan. Skolan övergick 1918 till att drivas i stiftelseform.

### Politikern
Whitlock var en av förgrundsgestalterna i den svenska rösträttsrörelsen. Hennes mor hade varit första sekreterare i Fredrika Bremer-förbundet och hon kom därför tidigt i kontakt med kvinnofrågan. Hon var ordförande i Landsföreningen för kvinnans politiska rösträtt (LKPR) och ledde flera regeringsuppvaktningar och företrädde ofta rörelsen utåt. Då hon andra gången valdes till ordförande 1911, verkar det ha varit en konsekvens av konflikterna kring LKPR:s bojkott av de högerpartier som var emot kvinnlig rösträtt. Det medförde att många medlemmar med högersympatier, ansåg att rörelsen svek sina principer om arbete över blockgränserna. Den tidigare ordföranden Lydia Wahlström, som företrädde högern, avgick och Whitlock blev ett okontroversiellt val. Då känslorna efter en tid hade lagt sig, kunde vänsterfalangens Signe Bergman tillträda. 
Whitlock engagerade sig också i Föreningen för socialt arbete, i Frisinnade kvinnor och det liberala partiet och var en förgrundsgestalterna i det kvinnliga matkooperativet Svenska Hem. Hon erhöll 1918 den kungliga medaljen Illis Quorum. 
Hon är gravsatt på Norra begravningsplatsen i Stockholm.

## Whitlock i kulturen
Rollfiguren "Dagmar Friman" (spelad av Sissela Kyle) i TV-serien Fröken Frimans krig är baserad på Anna Whitlock, som under åtminstone första säsongen följer hennes liv. I senare säsonger går TV-produktionen dock ifrån den historiska personen och introducerar en hel del fiktion.
Anna Whitlocks gymnasium är en skola i Stockholm som öppnade 2018.